# Spoorlijn Frederikshavn - Skagen
De spoorlijn Frederikshavn - Skagen (Deens: Skagensbanen) is een in 1890 geopende Deense lokaalspoorlijn in de noordelijkste punt van Jutland, die loopt tussen Frederikshavn en Skagen. De exploitatie is sinds 2001 in handen van de Nordjyske Jernbaner.

## Geschiedenis
Vanaf 1883 werden plannen gemaakt om een spoorlijn tussen Frederikshavn en Skagen aan te leggen. Vanaf 1889 werd begonnen met de bouw van de lijn, die op 14 juli 1890 werd geopend door de Frederikshavn-Skagen Jernbane (FSJ). De oorspronkelijke lijn werd eenvoudig aangelegd met meterspoor en had een railgewicht van slechts 12,5 kilogram per meter.
De lijn bleek een groot succes en bracht een grote toeloop van toeristen naar het kunstenaarsdorp Skagen, waar de beroemde Skagenschilders woonden en werkten. Volgens critici leidde de komst van de spoorlijn ertoe dat de hechte gemeenschap verwaterde, wat zou hebben bijgedragen tot het uiteenvallen van de kunstenaarsgroep. Voor het drukke reizigersvervoer was de lijn niet toegerust, zodat die tussen 1921 en 1924 werd omgebouwd tot normaalspoor met spoorstaven van 24,39 kg/m. Tussen Frederikshavn en Jerup werd de route gewijzigd via Strandby. In 1924 werd het vernieuwde traject overgedaan aan de Skagensbanen (SB), waarna de FSJ werd opgeheven.
In voorbereiding op de aanstaande ombouw tot normaalspoor werden bij spoorvernieuwingswerkzaamheden aan het eind van de smalspoorperiode reeds langere dwarsliggers gebruikt, zodat bij de ombouw alleen een spoorstaaf verlegd hoefde te worden. In 2001 zijn Skagensbanen en Hjørring Privatbaner gefuseerd tot de spoorwegmaatschappij Nordjyske Jernbaner.